# Maelgwn Hir ap Cadwallon
Maelgwn Hir ap Cadwallon († um 547), daneben vor allem bekannt als Maelgwn Gwynedd, war König des Königreiches Gwynedd.

## Leben
Maelgwn war der Sohn von Cadwallon Lawhir ap Einion und der Urenkel von Cunedda.  Zu seinen ersten wichtigen Meilensteinen gehörte der Sieg über seinen Onkel mütterlicherseits, wodurch er zu einer recht mächtigen Person in Nordwales wurde. Danach heiratete er strategisch, wobei er mit seiner ersten Frau einen Sohn namens Rhun Hir ap Maelgwn hatte. Kurz danach verbrachte er einige Zeit in einem Kloster, wo er weiter ausgebildet wurde. Da ihm aber das Leben im Kloster nicht sonderlich gefiel, kehrte er alsbald auf seinen Thron zurück. Kurz danach, mittlerweile als König von Anglesey, wurde er zwei weitere Male Vater, diesmal von einem Sohn sowie von einer Tochter. Ungefähr zur selben Zeit starb der bisherige König von Gwynedd. Maelgwn wurde zu seinem Nachfolger bestimmt. Zunächst sollte er eigentlich nur einen Übergang darstellen, doch Maelgwn schaffte es, sich den Thron dauerhaft zu sichern.
Als König von Gwynedd regierte er über große Teile von Nordwales inklusive Anglesey. Traditionell wird davon berichtet, dass er vornehmlich auf Deganwy Castle in Deganwy an der Küste der Irischen See residierte. Die historische Forschung geht heute davon aus, dass Maelgwn erhebliche Macht hatte und als fähiger Stratege mehrere hochrangige Zeitgenossen übertrumpfte, wodurch er seine Macht nochmal ausbauen konnte. Allerdings neigte er wohl zu Gewalt: So wird berichtet, dass er seine Frau sowie seinen Neffen habe umbringen lassen und danach die Witwe seines Neffen heiratete. Steht in früheren Quellen, dass er noch ein Gegner der Kirche gewesen sein soll, so wird später davon berichtet, dass er die Kirche durch verschiedene Privilegien gefördert habe. Darüber hinaus gibt es Indizien in den überlieferten Quellen (insbesondere Gildas sowie walisische Traditionen) dafür, dass er die lokale Kultur und Musik gefördert hat. Trotzdem wurde er nach seiner erneuten Heirat mit der Witwe seines Neffen und den vorherigen Morden viel kritisiert und etwa 545 abgesetzt. Maelgwn selbst rebellierte dagegen nicht mehr persönlich, unterstützte aber seinen Sohn, der sich zum neuen König von Gwynedd aufschwingen konnte. Maelgwn selbst ging nach seiner Absetzung wieder ins Kloster, wo er um das Jahr 547 während einer Pestepidemie verstarb.